# Аљоша Вучковић
Аљоша Вучковић (Бузет, 17. децембар 1946) југословенски и српски је глумац.

## Биографија
Вучковић је остварио улоге у више од 70 филмова и ТВ серија, од којих су најпознатије улога Гашпара у ТВ серији „Повратак отписаних“ (1976), др Ива Лукшића у ТВ серији „Бољи живот“ (1987—1991) и генерала Лазе Петровића у ТВ серији „Крај династије Обреновић“ (1995).
У сродству је са певачицом Северином Вучковић.

## Улоге
| Год.       | Назив                                 | Улога                                   |
| ---------- | ------------------------------------- | --------------------------------------- |
| 1960.-те   |                                       |                                         |
| 1967.      | Каја, убит ћу те!                     |                                         |
| 1970.-те   |                                       |                                         |
| 1970.      | Село без сељака (серија)              |                                         |
| 1971.      | Романса коњокрадице                   | Кројач                                  |
| 1972.      | Први сплитски одред                   | Припадник одреда - барјактар            |
| 1973.      | Наше приредбе (ТВ серија)             |                                         |
| 1974.      | Ужичка република                      | Лука                                    |
| 1975.      | Синови                                |                                         |
| 1975.      | Црни петак                            | Човек на шалтеру                        |
| 1975.      | Хитлер из нашег сокака                | Винко са Корчуле                        |
| 1975.      | Песма (ТВ серија)                     |                                         |
| 1976.      | Повратак отписаних                    | мајор Гашпар                            |
| 1976.      | Аранђелов удес                        |                                         |
| 1976.      | Посета старе даме                     | фотограф                                |
| 1976.      | Ужичка република                      | капетан Лука                            |
| 1976.      | У бањи једног дана                    |                                         |
| 1977.      | Хајдучка времена                      | хајдук                                  |
| 1977.      | Марија Магдалена                      | Карл                                    |
| 1977.      | Под истрагом                          | Љуба Манијак                            |
| 1977.      | Запамтите (серија)                    |                                         |
| 1978.      | Молијер (ТВ)                          |                                         |
| 1978.      | Љубав у једанаестој                   |                                         |
| 1978.      | Маска                                 | Слуга Жан                               |
| 1978.      | Повратак отписаних (ТВ серија)        | мајор Гашпар                            |
| 1979.      | Слом                                  | Виктор Лебедев                          |
| 1979.      | Ујед (ТВ)                             | Стојан                                  |
| 1979.      | Сећам се                              |                                         |
| 1979.      | Партизанска ескадрила                 | Борис                                   |
| 1979.      | Паклени оток                          | Марин                                   |
| 1980.-те   |                                       |                                         |
| 1981.      | Краљевски воз                         | Јохан                                   |
| 1980-1981. | Вело мисто                            | Ферата                                  |
| 1980-1981. | Непокорени град                       | Галеб                                   |
| 1981.      | Светозар Марковић                     | Мита Ценић                              |
| 1981.      | Шеста брзина                          | Славко                                  |
| 1981.      | Почнимо живот из почетка              | Банетов друг                            |
| 1982.      | Операција Теодор                      |                                         |
| 1982.      | Бандисти                              | Недељко Петронијевић                    |
| 1982.      | Сабињанке                             | Питер Рејли                             |
| 1982.      | Киклоп (ТВ филм)                      |                                         |
| 1982.      | Приче из радионице                    | Славко                                  |
| 1982.      | Докторка на селу                      | Милинко Михајловић                      |
| 1982.      | Живот и прича                         |                                         |
| 1983.      | Мртви се не враћају (мини-серија)     |                                         |
| 1983.      | Кореспонденција (ТВ)                  | Самсудин Самсика Тот, управитељ циркуса |
| 1983.      | Киклоп (ТВ серија)                    |                                         |
| 1984.      | Улични певачи                         |                                         |
| 1984.      | Позориште у кући 5                    | Тихомир Делач-Тика Фолика               |
| 1985.      | Узми па ће ти се дати                 | Плавушин швалер                         |
| 1985.      | Приче из бечке шуме                   |                                         |
| 1985.      | Хајдучки гај                          | Томо                                    |
| 1985.      | Ћао инспекторе                        | командир                                |
| 1986.      | Смешне и друге приче                  | Угљен Видовић, бригадир                 |
| 1986.      | Одлазак ратника, повратак маршала     | Совјетски официр                        |
| 1986.      | Ловац против топа                     | Женскарош                               |
| 1986.      | Сиви дом                              | Касапин                                 |
| 1987.      | И то се зове срећа                    | Гага                                    |
| 1988.      | Тридесет коња                         | Трабакулар                              |
| 1987-1988. | Вук Караџић                           | Тома Вучић-Перишић                      |
| 1987-1988. | Бољи живот                            | Др Иво Лукшић                           |
| 1989.      | Бољи живот                            | Др Иво Лукшић                           |
| 1989.      | Чудо у Шаргану                        | Анђелко Ћора                            |
| 1989.      | Сеобе                                 |                                         |
| 1989.      | Другарица министарка                  |                                         |
| 1990.-те   |                                       |                                         |
| 1990.      | Гала корисница: Атеље 212 кроз векове |                                         |
| 1990.      | Хајде да се волимо 3                  | Возач мерцедеса                         |
| 1990.      | Љубав је хлеб са девет кора           |                                         |
| 1990-1991. | Бољи живот 2                          | Др Иво Лукшић                           |
| 1991.      | Холивуд или пропаст                   |                                         |
| 1994.      | Рођен као ратник                      |                                         |
| 1995.      | Театар у Срба                         |                                         |
| 1995.      | Крај династије Обреновић              | пуковник/генерал Лазар Петровић         |
| 1995.      | Убиство с предумишљајем               | руски капетан                           |
| 1996.      | Очеви и оци                           | Барјактаревић                           |
| 1996.      | Срећни људи 2                         | Феђа Зечевић                            |
| 1996.      | Срећни људи: Новогодишњи специјал     | Феђа Зечевић                            |
| 1997.      | Расте трава                           | Срђан Боројевић                         |
| 1998.      | Бекство (ТВ)                          | Григориј Лукјанович Царнота             |
| 1998.      | Кнегиња из Фоли Бержера               | Езен                                    |
| 2000.-те   |                                       |                                         |
| 2001.      | Отац                                  | Др Естермарк                            |
| 2002.      | Наша мала редакција                   |                                         |
| 2002.      | Држава мртвих                         | потпуковник                             |
| 2003.      | Професионалац                         | келнер                                  |
| 2003.      | Казнени простор 2                     | седи господин                           |
| 2004.      | Јелена                                | Вук Деспотовић                          |
| 2004.      | Пад у рај                             | таксиста                                |
| 2004.      | Лифт                                  | пилот Милан                             |
| 2006.      | Прича о Џипсију Тролману              | Оскар - Тролманов тренер                |
| 2006-2007. | Обични људи                           | Ивица Кинцл                             |
| 2007.      | Заувијек сусједи                      | Роко                                    |
| 2008.      | Вратиће се роде                       | кустос                                  |
| 2008.      | Добре намјере                         | Славен                                  |
| 2009.      | Заувек млад (ТВ серија)               | Славиша                                 |
| 2009.      | Вјерујем у анђеле                     | Начелник                                |
| 2009.      | Мансарда                              | Завиша                                  |
| 2010.-те   |                                       |                                         |
| 2008-2011. | Мој рођак са села                     | Генерал Шарчевић                        |
| 2011.      | Под сретном звијездом                 | Стјепан Кос                             |
| 2011.      | Корак по корак                        | господин                                |
| 2012.      | Војна академија                       | Хоровођа                                |
| 2013.      | На путу за Монтевидео                 | Роберто                                 |
| 2014.      | Тражим помиловање или велика тајна    | Јосип Броз Тито                         |
| 2015.      | Луд, збуњен, нормалан                 | Златко Фуфић                            |
| 2017.      | Немањићи - рађање краљевине           | Ранијеро Дандоло                        |
| 2018.      | Петак 13.                             | Ђаво - Гојков отац                      |
| 2018.      | Алекси                                | Алексин отац                            |
| 2019.      | Жмурке (ТВ серија)                    | Деда                                    |
| 2020.      | Државни службеник                     | Гроспић                                 |
| 2021.      | Дођи јуче                             | Петар Иванковић                         |
| 2022.      | Азбука нашег живота                   | Милош Марковић                          |
| 2022.      | Радио Милева                          | Невен Курјачки                          |
| 2023.      | Ургентни центар                       | Часлав Коњовић                          |
| 2023.      | Нобеловац                             | Затвореник учитељ                       |
| 2025.      | Амићи                                 | Љубиша                                  |

## Фестивали
Златна тамбурица, Нови Сад:
- Еј, господо тамбураши, '91
- Шта да радим, кад' сам бећар (уз вокалну групу Весељаци), '92